# Guirari
Guirari (auch: Girari) ist ein Dorf in der Landgemeinde Gouna in Niger.

## Geographie
Das von einem traditionellen Ortsvorsteher (chef traditionnel) geleitete Dorf liegt am Trockental Korama. Es befindet sich rund 20 Kilometer südlich des Hauptorts Gouna der gleichnamigen Landgemeinde, die zum Departement Mirriah in der Region Zinder gehört. Eine Siedlung in der näheren Umgebung von Guirari ist Bourbaram im Südosten.
Es herrscht das Klima der Sahelzone vor, mit einer durchschnittlichen jährlichen Niederschlagsmenge zwischen 300 und 400 mm.

## Geschichte
Bei einer Untersuchung im Jahr 1990 wurde beim Befall mit der Saugwürmer-Art Schistosoma haematobium unter den 10- bis 13-Jährigen im Ort eine Prävalenz von vier Prozent festgestellt. Guirari war 2010 von der Dürre und Ernährungskrise in Niger betroffen. Im Schulgebäude verteilten humanitäre Helfer einen Monat lang angereichertes Speiseöl und Mehl.

## Bevölkerung
Bei der Volkszählung 2012 hatte Guirari 4274 Einwohner, die in 771 Haushalten lebten. Bei der Volkszählung 2001 betrug die Einwohnerzahl 3583 in 700 Haushalten und bei der Volkszählung 1988 belief sich die Einwohnerzahl auf 1901 in 465 Haushalten.

## Wirtschaft und Infrastruktur
Bei Guirari wird regenabhängiger Reisanbau betrieben. Mit einem Centre de Santé Intégré (CSI) ist ein Gesundheitszentrum im Dorf vorhanden. Es verfügt über ein eigenes Labor und eine Entbindungsstation. Der CEG Guirari ist eine allgemein bildende Schule der Sekundarstufe des Typs Collège d’Enseignement Général (CEG). Von Guirari verläuft die 23,26 Kilometer lange Route 754, eine wenig ausgebaute Landstraße, nach Gada Garin Gjadi.